# Snookervilágbajnokok listája

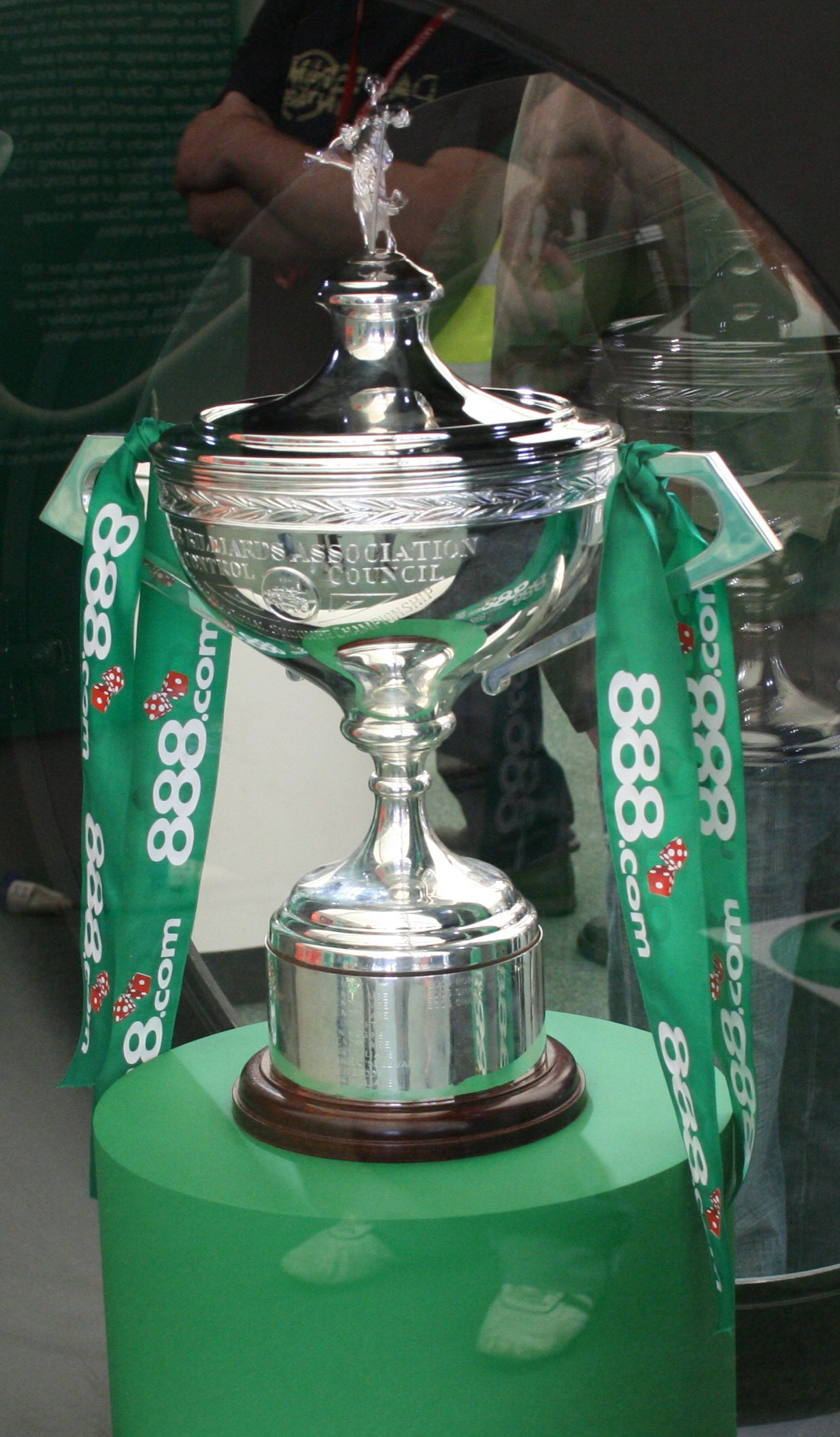
A snooker-világbajnokság trófeája

A snooker-világbajnokság egy évenként megrendezett snookertorna, melynek első kiírása 1927-ben volt, és 1977 óta Sheffieldben, a Crucible Színházban rendezik.
A szervező testület a WPBSA (World Professional Billiards and Snooker Association, magyarul Profi Biliárd- és Snooker-világszövetség). Ez a szervezet 1968 óta szervezi a világbajnokságokat, előtte a Billiards Association and Control Council (BACC) feladata volt ez. Egy vita miatt létezett az úgynevezett World Matchplay, amely néhány évig párhuzamosan futott a világbajnoksággal. Az itteni győzteseket is világbajnokként szokták kezelni.
A világbajnokságok legsikeresebb játékosa Joe Davis, aki 1927-től 1946-ig folyamatosan magáénak tudhatta a címet. A sorban mögötte Fred Davis (az előbb említett Joe Davis testvére) és John Pulman következik nyolc-nyolc címmel, a modern éra legsikeresebb játékosa pedig Stephen Hendry és Ronnie O’Sullivan hét elsőségükkel.

## A győztesek
| Format                              | Organiser |
| ----------------------------------- | --------- |
| Kieséses torna                      | BACC      |
| A címvédő egyből a döntőbe jutott † | BACC      |
| World Matchplay ◊                   | Független |
| Kihívásos rendszer ‡                | BACC      |
| Kieséses torna (modern éra)         | WPBSA     |

| \| Év \| Győztes \| Döntős ellenfél \| Végeredmény \| Szezon \| Helyszín \| \| ----- \| ----------------- \| ----------------- \| ----------- \| ------- \| ------------------------------------- \| \| 1927 \| Joe Davis \| Tom Dennis \| 20–11 \| n/a \| Camkin's Hall, Birmingham \| \| 1928† \| Joe Davis \| Fred Lawrence \| 16–13 \| n/a \| Camkin's Hall, Birmingham \| \| 1929 \| Joe Davis \| Tom Dennis \| 19–14 \| n/a \| Lounge Hall, Nottingham \| \| 1930 \| Joe Davis \| Tom Dennis \| 25–12 \| n/a \| Thurston’s Hall, London \| \| 1931† \| Joe Davis \| Tom Dennis \| 25–21 \| n/a \| Lounge Hall, Nottingham \| \| 1932† \| Joe Davis \| Clark McConachy \| 30–19 \| n/a \| Thurston’s Hall, London \| \| 1933 \| Joe Davis \| Willie Smith \| 25–18 \| n/a \| Joe Davis Centre, Chesterfield \| \| 1934† \| Joe Davis \| Tom Newman \| 25–23 \| n/a \| Lounge Hall, Nottingham \| \| 1935 \| Joe Davis \| Willie Smith \| 25–20 \| n/a \| Thurston’s Hall, London \| \| 1936 \| Joe Davis \| Horace Lindrum \| 34–27 \| n/a \| Thurston’s Hall, London \| \| 1937 \| Joe Davis \| Horace Lindrum \| 32–29 \| n/a \| Thurston’s Hall, London \| \| 1938 \| Joe Davis \| Sidney Smith \| 37–24 \| n/a \| Thurston’s Hall, London \| \| 1939 \| Joe Davis \| Sidney Smith \| 43–30 \| n/a \| Thurston’s Hall, London \| \| 1940 \| Joe Davis \| Fred Davis \| 37–36 \| n/a \| Thurston’s Hall, London \| \| 1946 \| Joe Davis \| Horace Lindrum \| 78–67 \| n/a \| Horticultural Hall, London \| \| 1947 \| Walter Donaldson \| Fred Davis \| 82–63 \| n/a \| Leicester Square Hall, London \| \| 1948 \| Fred Davis \| Walter Donaldson \| 84–61 \| n/a \| Leicester Square Hall, London \| \| 1949 \| Fred Davis \| Walter Donaldson \| 80–65 \| n/a \| Leicester Square Hall, London \| \| 1950 \| Walter Donaldson \| Fred Davis \| 51–46 \| n/a \| Tower Circus, Blackpool \| \| 1951 \| Fred Davis \| Walter Donaldson \| 58–39 \| n/a \| Tower Circus, Blackpool \| \| 1952 \| Horace Lindrum[1] \| Clark McConachy \| 94–49 \| n/a \| Houldsworth Hall, Manchester \| \| 1952◊ \| Fred Davis \| Walter Donaldson \| 38–35 \| n/a \| Tower Circus, Blackpool \| \| 1953◊ \| Fred Davis \| Walter Donaldson \| 37–34 \| n/a \| Leicester Square Hall, London \| \| 1954◊ \| Fred Davis \| Walter Donaldson \| 39–21 \| n/a \| Houldsworth Hall, Manchester \| \| 1955◊ \| Fred Davis \| John Pulman \| 37–34 \| n/a \| Tower Circus, Blackpool \| \| 1956◊ \| Fred Davis \| John Pulman \| 38–35 \| n/a \| Tower Circus, Blackpool \| \| 1957◊ \| John Pulman \| Jackie Rea \| 39–34 \| n/a \| Jersey \| \| 1964‡ \| John Pulman \| Fred Davis \| 19–16 \| n/a \| Burroughes Hall, London \| \| 1964‡ \| John Pulman \| Rex Williams \| 40–33 \| n/a \| Burroughes Hall, London \| \| 1965‡ \| John Pulman \| Fred Davis \| 37–36 \| n/a \| Burroughes Hall, London \| \| 1965‡ \| John Pulman \| Rex Williams \| 25–22[2] \| n/a \| Dél-afrikai Köztársaság \| \| 1965‡ \| John Pulman \| Fred Van Rensburg \| 39–12 \| n/a \| Dél-afrikai Köztársaság \| \| 1966‡ \| John Pulman \| Fred Davis \| 5–2[2] \| n/a \| St George's Hall, Liverpool \| \| 1968‡ \| John Pulman \| Eddie Charlton \| 39–34 \| n/a \| Co-operative Hall, Bolton \| \| 1969 \| John Spencer \| Gary Owen \| 37–24 \| n/a \| Victoria Hall, London \| \| 1970 \| Ray Reardon \| John Pulman \| 37–33 \| n/a \| Victoria Hall, London \| \| 1971 \| John Spencer \| Warren Simpson \| 37–29 \| n/a \| Sydney, Ausztrália \| \| 1972 \| Alex Higgins \| John Spencer \| 37–32 \| n/a \| Selly Park British Legion, Birmingham \| \| 1973 \| Ray Reardon \| Eddie Charlton \| 38–32 \| n/a \| City Exhibition Hall, Manchester \| \| 1974 \| Ray Reardon \| Graham Miles \| 22–12 \| 1973/74 \| Belle Vue, Manchester \| \| 1975 \| Ray Reardon \| Eddie Charlton \| 31–30 \| 1974/75 \| Melbourne, Ausztrália \| \| 1976 \| Ray Reardon \| Alex Higgins \| 27–16 \| 1975/76 \| Wythenshawe Forum, Manchester \| \| 1977 \| John Spencer \| Cliff Thorburn \| 25–21 \| 1976/77 \| Crucible Színház, Sheffield \| \| 1978 \| Ray Reardon \| Perrie Mans \| 25–18 \| 1977/78 \| Crucible Színház, Sheffield \| \| 1979 \| Terry Griffiths \| Dennis Taylor \| 24–16 \| 1978/79 \| Crucible Színház, Sheffield \| \| 1980 \| Cliff Thorburn \| Alex Higgins \| 18–16 \| 1979/80 \| Crucible Színház, Sheffield \| \| 1981 \| Steve Davis \| Doug Mountjoy \| 18–12 \| 1980/81 \| Crucible Színház, Sheffield \| \| 1982 \| Alex Higgins \| Ray Reardon \| 18–15 \| 1981/82 \| Crucible Színház, Sheffield \| \| 1983 \| Steve Davis \| Cliff Thorburn \| 18–6 \| 1982/83 \| Crucible Színház, Sheffield \| \| 1984 \| Steve Davis \| Jimmy White \| 18–16 \| 1983/84 \| Crucible Színház, Sheffield \| \| 1985 \| Dennis Taylor \| Steve Davis \| 18–17 \| 1984/85 \| Crucible Színház, Sheffield \| \| 1986 \| Joe Johnson \| Steve Davis \| 18–12 \| 1985/86 \| Crucible Színház, Sheffield \| \| 1987 \| Steve Davis \| Joe Johnson \| 18–14 \| 1986/87 \| Crucible Színház, Sheffield \| \| 1988 \| Steve Davis \| Terry Griffiths \| 18–11 \| 1987/88 \| Crucible Színház, Sheffield \| \| 1989 \| Steve Davis \| John Parrott \| 18–3 \| 1988/89 \| Crucible Színház, Sheffield \| \| 1990 \| Stephen Hendry[3] \| Jimmy White \| 18–12 \| 1989/90 \| Crucible Színház, Sheffield \| \| 1991 \| John Parrott \| Jimmy White \| 18–11 \| 1990/91 \| Crucible Színház, Sheffield \| \| 1992 \| Stephen Hendry \| Jimmy White \| 18–14 \| 1991/92 \| Crucible Színház, Sheffield \| \| 1993 \| Stephen Hendry \| Jimmy White \| 18–5 \| 1992/93 \| Crucible Színház, Sheffield \| \| 1994 \| Stephen Hendry \| Jimmy White \| 18–17 \| 1993/94 \| Crucible Színház, Sheffield \| \| 1995 \| Stephen Hendry \| Nigel Bond \| 18–9 \| 1994/95 \| Crucible Színház, Sheffield \| \| 1996 \| Stephen Hendry \| Peter Ebdon \| 18–12 \| 1995/96 \| Crucible Színház, Sheffield \| \| 1997 \| Ken Doherty \| Stephen Hendry \| 18–12 \| 1996/97 \| Crucible Színház, Sheffield \| \| 1998 \| John Higgins \| Ken Doherty \| 18–12 \| 1997/98 \| Crucible Színház, Sheffield \| \| 1999 \| Stephen Hendry \| Mark Williams \| 18–11 \| 1998/99 \| Crucible Színház, Sheffield \| \| 2000 \| Mark Williams \| Matthew Stevens \| 18–16 \| 1999/00 \| Crucible Színház, Sheffield \| \| 2001 \| Ronnie O’Sullivan \| John Higgins \| 18–14 \| 2000/01 \| Crucible Színház, Sheffield \| \| 2002 \| Peter Ebdon \| Stephen Hendry \| 18–17 \| 2001/02 \| Crucible Színház, Sheffield \| \| 2003 \| Mark Williams \| Ken Doherty \| 18–16 \| 2002/03 \| Crucible Színház, Sheffield \| \| 2004 \| Ronnie O’Sullivan \| Graeme Dott \| 18–8 \| 2003/04 \| Crucible Színház, Sheffield \| \| 2005 \| Shaun Murphy \| Matthew Stevens \| 18–16 \| 2004/05 \| Crucible Színház, Sheffield \| \| 2006 \| Graeme Dott \| Peter Ebdon \| 18–14 \| 2005/06 \| Crucible Színház, Sheffield \| \| 2007 \| John Higgins \| Mark Selby \| 18–13 \| 2006/07 \| Crucible Színház, Sheffield \| \| 2008 \| Ronnie O’Sullivan \| Allister Carter \| 18–8 \| 2007/08 \| Crucible Színház, Sheffield \| \| 2009 \| John Higgins \| Shaun Murphy \| 18–9 \| 2008/09 \| Crucible Színház, Sheffield \| \| 2010 \| Neil Robertson \| Graeme Dott \| 18–13 \| 2009/10 \| Crucible Színház, Sheffield \| \| 2011 \| John Higgins \| Judd Trump \| 18–15 \| 2010/11 \| Crucible Színház, Sheffield \| \| 2012 \| Ronnie O’Sullivan \| Allister Carter \| 18–11 \| 2011/12 \| Crucible Színház, Sheffield \| \| 2013 \| Ronnie O’Sullivan \| Barry Hawkins \| 18–12 \| 2012/13 \| Crucible Színház, Sheffield \| \| 2014 \| Mark Selby \| Ronnie O’Sullivan \| 18–14 \| 2013/14 \| Crucible Színház, Sheffield \| \| 2015 \| Stuart Bingham \| Shaun Murphy \| 18–15 \| 2014/15 \| Crucible Színház, Sheffield \| \| 2016 \| Mark Selby \| Ding Junhui \| 18–14 \| 2015/16 \| Crucible Színház, Sheffield \| \| 2017 \| Mark Selby \| John Higgins \| 18–15 \| 2016/17 \| Crucible Színház, Sheffield \| \| 2018 \| Mark Williams \| John Higgins \| 18–16 \| 2017/18 \| Crucible Színház, Sheffield \| \| 2019 \| Judd Trump \| John Higgins \| 18–9 \| 2018/19 \| Crucible Színház, Sheffield \| \| 2020 \| Ronnie O’Sullivan \| Kyren Wilson \| 18–8 \| 2019/20 \| Crucible Színház, Sheffield \| \| 2021 \| Mark Selby \| Shaun Murphy \| 18–15 \| 2020/21 \| Crucible Színház, Sheffield \| \| 2022 \| Ronnie O’Sullivan \| Judd Trump \| 18–13 \| 2021/22 \| Crucible Színház, Sheffield \| \| 2023 \| Luca Brecel \| Mark Selby \| 18–15 \| 2022/23 \| Crucible Színház, Sheffield \| \| 2024 \| Kyren Wilson \| Jak Jones \| 18–14 \| 2023/24 \| Crucible Színház, Sheffield \| | Joe Davis (1927–1940 & 1946)Stephen Hendry (1990, 1992–1996 & 1999)Steve Davis (1981, 1983–84 & 1987–89)John Higgins (1998, 2007, 2009, 2011)Ronnie O’Sullivan (2001, 2004, 2008, 2012, 2013, 2020, 2022)Mark Williams (2000, 2003, 2018)Mark Selby (2013, 2014, 2017, 2021) |                   |             |         |                                       |
| Év | Győztes | Döntős ellenfél   | Végeredmény | Szezon  | Helyszín                              |
| 1927 | Joe Davis | Tom Dennis        | 20–11       | n/a     | Camkin's Hall, Birmingham             |
| 1928† | Joe Davis | Fred Lawrence     | 16–13       | n/a     | Camkin's Hall, Birmingham             |
| 1929 | Joe Davis | Tom Dennis        | 19–14       | n/a     | Lounge Hall, Nottingham               |
| 1930 | Joe Davis | Tom Dennis        | 25–12       | n/a     | Thurston’s Hall, London               |
| 1931† | Joe Davis | Tom Dennis        | 25–21       | n/a     | Lounge Hall, Nottingham               |
| 1932† | Joe Davis | Clark McConachy   | 30–19       | n/a     | Thurston’s Hall, London               |
| 1933 | Joe Davis | Willie Smith      | 25–18       | n/a     | Joe Davis Centre, Chesterfield        |
| 1934† | Joe Davis | Tom Newman        | 25–23       | n/a     | Lounge Hall, Nottingham               |
| 1935 | Joe Davis | Willie Smith      | 25–20       | n/a     | Thurston’s Hall, London               |
| 1936 | Joe Davis | Horace Lindrum    | 34–27       | n/a     | Thurston’s Hall, London               |
| 1937 | Joe Davis | Horace Lindrum    | 32–29       | n/a     | Thurston’s Hall, London               |
| 1938 | Joe Davis | Sidney Smith      | 37–24       | n/a     | Thurston’s Hall, London               |
| 1939 | Joe Davis | Sidney Smith      | 43–30       | n/a     | Thurston’s Hall, London               |
| 1940 | Joe Davis | Fred Davis        | 37–36       | n/a     | Thurston’s Hall, London               |
| 1946 | Joe Davis | Horace Lindrum    | 78–67       | n/a     | Horticultural Hall, London            |
| 1947 | Walter Donaldson | Fred Davis        | 82–63       | n/a     | Leicester Square Hall, London         |
| 1948 | Fred Davis | Walter Donaldson  | 84–61       | n/a     | Leicester Square Hall, London         |
| 1949 | Fred Davis | Walter Donaldson  | 80–65       | n/a     | Leicester Square Hall, London         |
| 1950 | Walter Donaldson | Fred Davis        | 51–46       | n/a     | Tower Circus, Blackpool               |
| 1951 | Fred Davis | Walter Donaldson  | 58–39       | n/a     | Tower Circus, Blackpool               |
| 1952 | Horace Lindrum | Clark McConachy   | 94–49       | n/a     | Houldsworth Hall, Manchester          |
| 1952◊ | Fred Davis | Walter Donaldson  | 38–35       | n/a     | Tower Circus, Blackpool               |
| 1953◊ | Fred Davis | Walter Donaldson  | 37–34       | n/a     | Leicester Square Hall, London         |
| 1954◊ | Fred Davis | Walter Donaldson  | 39–21       | n/a     | Houldsworth Hall, Manchester          |
| 1955◊ | Fred Davis | John Pulman       | 37–34       | n/a     | Tower Circus, Blackpool               |
| 1956◊ | Fred Davis | John Pulman       | 38–35       | n/a     | Tower Circus, Blackpool               |
| 1957◊ | John Pulman | Jackie Rea        | 39–34       | n/a     | Jersey                                |
| 1964‡ | John Pulman | Fred Davis        | 19–16       | n/a     | Burroughes Hall, London               |
| 1964‡ | John Pulman | Rex Williams      | 40–33       | n/a     | Burroughes Hall, London               |
| 1965‡ | John Pulman | Fred Davis        | 37–36       | n/a     | Burroughes Hall, London               |
| 1965‡ | John Pulman | Rex Williams      | 25–22       | n/a     | Dél-afrikai Köztársaság               |
| 1965‡ | John Pulman | Fred Van Rensburg | 39–12       | n/a     | Dél-afrikai Köztársaság               |
| 1966‡ | John Pulman | Fred Davis        | 5–2         | n/a     | St George's Hall, Liverpool           |
| 1968‡ | John Pulman | Eddie Charlton    | 39–34       | n/a     | Co-operative Hall, Bolton             |
| 1969 | John Spencer | Gary Owen         | 37–24       | n/a     | Victoria Hall, London                 |
| 1970 | Ray Reardon | John Pulman       | 37–33       | n/a     | Victoria Hall, London                 |
| 1971 | John Spencer | Warren Simpson    | 37–29       | n/a     | Sydney, Ausztrália                    |
| 1972 | Alex Higgins | John Spencer      | 37–32       | n/a     | Selly Park British Legion, Birmingham |
| 1973 | Ray Reardon | Eddie Charlton    | 38–32       | n/a     | City Exhibition Hall, Manchester      |
| 1974 | Ray Reardon | Graham Miles      | 22–12       | 1973/74 | Belle Vue, Manchester                 |
| 1975 | Ray Reardon | Eddie Charlton    | 31–30       | 1974/75 | Melbourne, Ausztrália                 |
| 1976 | Ray Reardon | Alex Higgins      | 27–16       | 1975/76 | Wythenshawe Forum, Manchester         |
| 1977 | John Spencer | Cliff Thorburn    | 25–21       | 1976/77 | Crucible Színház, Sheffield           |
| 1978 | Ray Reardon | Perrie Mans       | 25–18       | 1977/78 | Crucible Színház, Sheffield           |
| 1979 | Terry Griffiths | Dennis Taylor     | 24–16       | 1978/79 | Crucible Színház, Sheffield           |
| 1980 | Cliff Thorburn | Alex Higgins      | 18–16       | 1979/80 | Crucible Színház, Sheffield           |
| 1981 | Steve Davis | Doug Mountjoy     | 18–12       | 1980/81 | Crucible Színház, Sheffield           |
| 1982 | Alex Higgins | Ray Reardon       | 18–15       | 1981/82 | Crucible Színház, Sheffield           |
| 1983 | Steve Davis | Cliff Thorburn    | 18–6        | 1982/83 | Crucible Színház, Sheffield           |
| 1984 | Steve Davis | Jimmy White       | 18–16       | 1983/84 | Crucible Színház, Sheffield           |
| 1985 | Dennis Taylor | Steve Davis       | 18–17       | 1984/85 | Crucible Színház, Sheffield           |
| 1986 | Joe Johnson | Steve Davis       | 18–12       | 1985/86 | Crucible Színház, Sheffield           |
| 1987 | Steve Davis | Joe Johnson       | 18–14       | 1986/87 | Crucible Színház, Sheffield           |
| 1988 | Steve Davis | Terry Griffiths   | 18–11       | 1987/88 | Crucible Színház, Sheffield           |
| 1989 | Steve Davis | John Parrott      | 18–3        | 1988/89 | Crucible Színház, Sheffield           |
| 1990 | Stephen Hendry | Jimmy White       | 18–12       | 1989/90 | Crucible Színház, Sheffield           |
| 1991 | John Parrott | Jimmy White       | 18–11       | 1990/91 | Crucible Színház, Sheffield           |
| 1992 | Stephen Hendry | Jimmy White       | 18–14       | 1991/92 | Crucible Színház, Sheffield           |
| 1993 | Stephen Hendry | Jimmy White       | 18–5        | 1992/93 | Crucible Színház, Sheffield           |
| 1994 | Stephen Hendry | Jimmy White       | 18–17       | 1993/94 | Crucible Színház, Sheffield           |
| 1995 | Stephen Hendry | Nigel Bond        | 18–9        | 1994/95 | Crucible Színház, Sheffield           |
| 1996 | Stephen Hendry | Peter Ebdon       | 18–12       | 1995/96 | Crucible Színház, Sheffield           |
| 1997 | Ken Doherty | Stephen Hendry    | 18–12       | 1996/97 | Crucible Színház, Sheffield           |
| 1998 | John Higgins | Ken Doherty       | 18–12       | 1997/98 | Crucible Színház, Sheffield           |
| 1999 | Stephen Hendry | Mark Williams     | 18–11       | 1998/99 | Crucible Színház, Sheffield           |
| 2000 | Mark Williams | Matthew Stevens   | 18–16       | 1999/00 | Crucible Színház, Sheffield           |
| 2001 | Ronnie O’Sullivan | John Higgins      | 18–14       | 2000/01 | Crucible Színház, Sheffield           |
| 2002 | Peter Ebdon | Stephen Hendry    | 18–17       | 2001/02 | Crucible Színház, Sheffield           |
| 2003 | Mark Williams | Ken Doherty       | 18–16       | 2002/03 | Crucible Színház, Sheffield           |
| 2004 | Ronnie O’Sullivan | Graeme Dott       | 18–8        | 2003/04 | Crucible Színház, Sheffield           |
| 2005 | Shaun Murphy | Matthew Stevens   | 18–16       | 2004/05 | Crucible Színház, Sheffield           |
| 2006 | Graeme Dott | Peter Ebdon       | 18–14       | 2005/06 | Crucible Színház, Sheffield           |
| 2007 | John Higgins | Mark Selby        | 18–13       | 2006/07 | Crucible Színház, Sheffield           |
| 2008 | Ronnie O’Sullivan | Allister Carter   | 18–8        | 2007/08 | Crucible Színház, Sheffield           |
| 2009 | John Higgins | Shaun Murphy      | 18–9        | 2008/09 | Crucible Színház, Sheffield           |
| 2010 | Neil Robertson | Graeme Dott       | 18–13       | 2009/10 | Crucible Színház, Sheffield           |
| 2011 | John Higgins | Judd Trump        | 18–15       | 2010/11 | Crucible Színház, Sheffield           |
| 2012 | Ronnie O’Sullivan | Allister Carter   | 18–11       | 2011/12 | Crucible Színház, Sheffield           |
| 2013 | Ronnie O’Sullivan | Barry Hawkins     | 18–12       | 2012/13 | Crucible Színház, Sheffield           |
| 2014 | Mark Selby | Ronnie O’Sullivan | 18–14       | 2013/14 | Crucible Színház, Sheffield           |
| 2015 | Stuart Bingham | Shaun Murphy      | 18–15       | 2014/15 | Crucible Színház, Sheffield           |
| 2016 | Mark Selby | Ding Junhui       | 18–14       | 2015/16 | Crucible Színház, Sheffield           |
| 2017 | Mark Selby | John Higgins      | 18–15       | 2016/17 | Crucible Színház, Sheffield           |
| 2018 | Mark Williams | John Higgins      | 18–16       | 2017/18 | Crucible Színház, Sheffield           |
| 2019 | Judd Trump | John Higgins      | 18–9        | 2018/19 | Crucible Színház, Sheffield           |
| 2020 | Ronnie O’Sullivan | Kyren Wilson      | 18–8        | 2019/20 | Crucible Színház, Sheffield           |
| 2021 | Mark Selby | Shaun Murphy      | 18–15       | 2020/21 | Crucible Színház, Sheffield           |
| 2022 | Ronnie O’Sullivan | Judd Trump        | 18–13       | 2021/22 | Crucible Színház, Sheffield           |
| 2023 | Luca Brecel | Mark Selby        | 18–15       | 2022/23 | Crucible Színház, Sheffield           |
| 2024 | Kyren Wilson | Jak Jones         | 18–14       | 2023/24 | Crucible Színház, Sheffield           |

## Legsikeresebb játékosok
| Játékos           | Címek | Évek                                                                                     |
| ----------------- | ----- | ---------------------------------------------------------------------------------------- |
| Joe Davis         | 15    | 1927, 1928, 1929, 1930, 1931, 1932, 1933, 1934, 1935, 1936, 1937, 1938, 1939, 1940, 1946 |
| Fred Davis        | 8     | 1948, 1949, 1951, 1952, 1953, 1954, 1955, 1956                                           |
| John Pulman       | 8     | 1957, 1964, 1964, 1965, 1965, 1965, 1966, 1968                                           |
| Stephen Hendry    | 7     | 1990, 1992, 1993, 1994, 1995, 1996, 1999                                                 |
| Ronnie O’Sullivan | 7     | 2001, 2004, 2008, 2012, 2013, 2020, 2022                                                 |
| Ray Reardon       | 6     | 1970, 1973, 1974, 1975, 1976, 1978                                                       |
| Steve Davis       | 6     | 1981, 1983, 1984, 1987, 1988, 1989                                                       |
| John Higgins      | 4     | 1998, 2007, 2009, 2011                                                                   |
| Mark Selby        | 4     | 2014, 2016, 2017, 2021                                                                   |
| John Spencer      | 3     | 1961, 1971, 1977                                                                         |
| Mark Williams     | 3     | 2000, 2003, 2018                                                                         |
| Walter Donaldson  | 2     | 1947, 1950                                                                               |
| Alex Higgins      | 2     | 1972, 1982                                                                               |

## Címek országok szerint
| Ország         | Játékosok | Összes cím | Első győzelem | Legutóbbi győzelem |
| -------------- | --------- | ---------- | ------------- | ------------------ |
| Anglia         | 14        | 57         | 1927          | 2024               |
| Skócia         | 4         | 14         | 1947          | 2011               |
| Wales          | 3         | 10         | 1970          | 2018               |
| Észak-Írország | 2         | 3          | 1972          | 1985               |
| Ausztrália     | 2         | 2          | 1952          | 2010               |
| Kanada         | 1         | 1          | 1980          | 1980               |
| Írország       | 1         | 1          | 1997          | 1997               |
| Belgium        | 1         | 1          | 2023          | 2023               |